# NGC 845
NGC 845 este o galaxie spirală situată în constelația Andromeda. A fost descoperită în 1828 de către William Herschel. Se află la o distanță de 43,05 de megaparseci de Pământ.